# Chittagong
|  | Per a altres significats, vegeu «Chittagong (desambiguació)». |

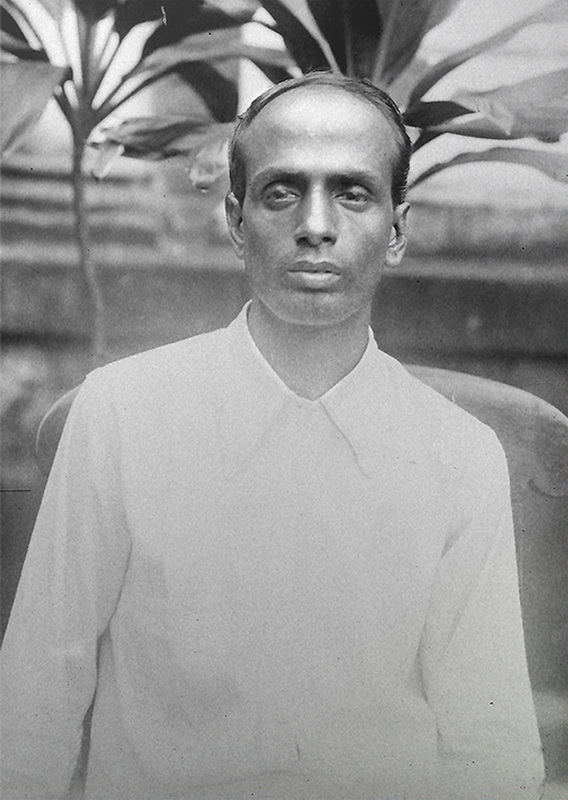
Surjaya Sena.

Chittagong (Bengali: চট্টগ্রাম, Chôţţogram) és una ciutat de Bangladesh, la segona del país, i el seu principal port, situada a la riba del Karnaphuli. És capital de la divisió de Chittagong i del districte de Chittagong, i un gran centre comercial i industrial. La ciutat està governada per una corporació municipal. La seva població estimada el 2007 era de 2.532.421 habitants. La superfície de la corporació és de 168 km².

## Història
Chittagong era centre d'activitats antibritàniques; el cap principal era Surjaya Sena o Surya Sen conegut com a Masterda. Els revolucionaris van agafar el control de la ciutat la nit del 18 d'abril de 1930. Els revolucionaris van dominar el dipòsit d'armes (19 d'abril), van posar fora de servei el telèfon i telègraf, van destruir la via fèrria, i van proclamar la República de l'Índia, amb Surya Sen com a president. Les autoritats britàniques van fugir.
La ràpida arribada de reforços britànics els va permetre recuperar el control de la ciutat al cap de tres dies (22 d'abril), però els revolucionaris van mantenir el domini de parts del districte i van resistir per un temps; forces britàniques van desembarcar el 1932 i van iniciar la neteja, però la lluita va seguir fins i tot després de la captura (16 de febrer de 1933) i de l'execució de Masterda (12 de gener de 1934). Altres dirigents foren condemnats a cadena perpètua. Fins als anys quaranta la ciutat no va perdre la seva empremta revolucionaria.
Els revolucionaris van utilitzar presumptament una bandera dividida entre tres parts en una proporció probablement d'1:3:1. La franja superior i inferior eren vermelles i la central verda; al centre de la bandera i havia la mitja lluna i estel blancs i suposadament representava als bengalís; a les franges vermelles hi havia cinc estels blancs a cadascuna, un al costat de l'altra, que podrien representar els chakma, marma, morung, tipera, mizo, manipuri, birmans, chin, khassi, i garo. La bandera fou prohibida pels britànics.

## Fills Il·lustres
- Bibhutibhusan Datta (1888-1958), matemàtic i aamnyasin